# Pietro Greco
Pietro Greco (Barano d'Ischia, 20 aprile 1955 – Ischia, 18 dicembre 2020) è stato un giornalista, conduttore radiofonico e autore televisivo italiano.

## Biografia
Laureato in chimica, è stato un giornalista, divulgatore scientifico e storico della scienza.
Diresse un master in Comunicazione scientifica della Scuola Internazionale Superiore di Studi Avanzati (SISSA) di Trieste, dov'era anche project leader del gruppo di ricerca ICS (Innovazioni nella comunicazione della scienza).
Dal 2006 al 2008 è stato consigliere del Ministro dell'università e della ricerca, Fabio Mussi. Fu socio dell'agenzia di giornalismo scientifico Zadig Roma.
È stato un conduttore storico del programma Radio3 scienza. Dal 1987 collaborò con il quotidiano L'Unità e dal 2007 col quotidiano online Greenreport.it. Nel 2009 fu tra i fondatori del giornale web Scienza in rete, di cui fu condirettore fino al 2018. Fu coautore e responsabile scientifico di Pulsar. Storia della scienza e della tecnica nel XX secolo, programma televisivo in 20 puntate andato onda sulla RAI nel 1999 e 2000 e di X Day. Nella stagione 2001-2002, sempre sulla Rai, realizzò 'I grandi della scienza del Novecento, un programma televisivo in 24 puntate. Le due opere, parzialmente integrate, sono state pubblicate a cura della rivista Le Scienze. Dal 2004 è stato editorialista di micron, rivista di scienza edita da Arpa Umbria.
Dal 2018 alla morte fu caporedattore del magazine online Il Bo Live, di proprietà dell'Università degli Studi di Padova.

## Opere
- Nell'isola della salute. Edizioni sintesi, 1988.
- Vento per l'Energia [con Giuseppe Montesano]. Hyphotesis, 1990.
- Il pianeta delle farfalle. Hyphotesis, 1990.
- Hiroshima. La fisica conosce il peccato [con Ilenia Picardi]. Editori Riuniti, 1995.
- L'origine dell'universo. Editori Riuniti, 1998 e 2017.
- Evoluzioni. Dal Big Bang a Wall Street: la sintesi impossibile, CUEN, 1999.
- Il sogno di Einstein. CUEN, 2000.
- Einstein e il ciabattino. Editori Riuniti, 2002.
- Contagio, Il ritorno delle malattie infettive [con Cristiana Pulcinelli e Enrico Girardi]. Editori Riuniti, 2003.
- Figli di un genoma, appunti sulla bioetica [con Margherita Fronte]. Avverbi, 2003.
- Lo sviluppo insostenibile [con Antonio Pollio Salimbeni]. Bruno Mondadori editore, 2003.
- Pianeta Acqua. Franco Muzzio Editore, 2004.
- Einstein. Alpha Test, 2004.
- Biotecnologie. Cittadella Editrice, 2004
- La Città della Scienza. Storia di un sogno a Bagnoli. Bollati Boringhieri, 2006.
- Buongiorno Prof. Budinich. La storia eccezionale di un fisico italiano [con Federica Manzoli]. Bompiani, 2007.
- Contro il declino. Una (modesta) proposta per un rilancio della competitività economica e dello sviluppo culturale in Italia [con Settimo Termini]. Codice Edizioni, 2007.
- Einstein. Vita e opere del padre della relatività. Alpha Test, 2008.
- L’astro narrante. La Luna nella scienza e nella letteratura italiane. Springer Italia, 2009.  [Recensione di Giuseppe O. Longo]
- La risorsa infinita. Per una società democratica della conoscenza [con Vittorio Silvestrini]. Editori Riuniti University Press, 2009. [Recensione di Carlo Bernardini]
- L'idea pericolosa di Galileo. Storia della comunicazione della scienza nel Seicento. Utet università, 2009. [Recensione degli studenti del Macsis]
- Scienza e media ai tempi della globalizzazione [con Nico Petrelli]. Codice, 2009.
- L’universo a dondolo. La scienza nell’opera di Gianni Rodari. Springer Italia, 2010.
- Città della Scienza. La storia infinita. Pironti, 2011.
- Napoli digitale [con Stefano Pisani]. Editori Riuniti University Press, 2011
- I nipoti di Galileo. Dalai Baldini e Castoldi, 2011.  [Recensione di Alberto Mantovani e Tommaso Maccacaro]
- La febbre del pianeta. Cittadella, 2012.
- Einstein aveva ragione. Mezzo secolo d'impegno per la Scienza. Express, 2012. [Recensione di Luca Carra]
- La cultura si mangia! [con Bruno Arpaia]. Guanda, 2013.  [Recensione di Daniela Palma]
- Margherita Hack. L’Asino d’Oro, 2013.
- Galileo, l’artista toscano. Springer Italia, 2013. [Recensione di Salvatore Marazzita]
- Alfonso Maria Liquori [con Guido Barone e Lelio Mazzarella]. Bibliopolis, 2013.
- La scienza e l'Europa. Dalle origini al XIII secolo. L’asino d'oro edizioni, 2014. [Recensione di Andrea Cerroni]
- Lise Meitner. L’asino d'oro edizioni, 2014.
- I maestri del pensiero ecologico. Giancarlo Pinchera. Legambiente, 2014. [Recensione di Luca Carra]
- La ricerca e il Bel Paese. La storia del CNR raccontata da un protagonista [con Lucio Bianco]. Donzelli, 2014.
- Marmo pregiato e legno scadente. Albert Einstein, la relatività e la ricerca dell'unità in fisica. Carocci Editore, 2015. [Recensione di Sergio Ferrari]
- La scienza e l'Europa. Il Rinascimento. L’asino d'oro edizioni, 2015.
- La scienza e l'Europa. Dal Seicento all'Ottocento. L’asino d'oro edizioni, 2016.
- Eugenetica. C’è un limite alla manipolazione genetica? [con Umberto Galimberti, Mario De Caro, Laura Palazzani, Giuseppe Noia, Paolo Benanti, a cura di Giulio Meazzini]. Città Nuova Editrice, 2017. [Recensione di Gaspare Polizzi]
- La scienza e l'Europa. Il primo Novecento. L’asino d'oro edizioni, 2018.
- La scienza e l'Europa. Dal secondo dopoguerra a oggi. L’asino d'oro edizioni, 2019. [Recensione di Luca Carra]
- Homo. Arte e Scienza. Di Renzo Editore, 2020.
- Trotula. La prima donna medico d'Europa. L'Asino d'Oro, 2020.
- Quanti. La straordinaria storia della meccanica quantistica. Carocci, 2020.
- Mezzogiorno di scienza. Ritratti d'autore di grandi scienziati del Sud [a cura di Pietro Greco]. Dedalo, 2020.